# Besnica (potok)
Besnica je potok, ki teče po Besniški dolini vzhodno od Ljubljane. Teče skozi razloženo naselje Besnica in se pri Podgradu izliva v Ljubljanico kot njen zadnji desni pritok, tik preden se izlije v reko Savo. V preteklosti je bilo sotočje na mestu današnjega sotočja treh rek; Save, Kamniške Bistrice in Ljubljanice.